# François Picquet (évêque)
Pour l’article homonyme, voir François Picquet.
François Picquet, né le 12 avril 1626 à Lyon en France et mort le 26 août 1685 à Hamadan en Perse, a été évêque de Babylone et consul de France et de Hollande à Alep. 

## Biographie

### Jeunesse
Son père, riche banquier, éprouva des malheurs qui lui firent perdre une grande partie de sa fortune. François Picquet montra, dès sa plus tendre jeunesse, un goût très prononcé pour l'état ecclésiastique, mais son père, qui le destinait au commerce, le fit voyager de bonne heure dans le midi de la France et en Italie. 
À son retour, en 1650, Picquet ne s'arrêta que quelques mois dans le sein de sa famille, qui le renvoya parcourir la France septentrionale et l'Angleterre. Après cette excursion, il séjourna quelque temps à Paris, où son esprit et une sagesse, qui paraissait extraordinaire à son âge, lui attirèrent l'estime et l'amitié de plusieurs grands personnages et, entre autres, de la duchesse d'Aiguillon. 

### Consul à Alep
Sur ces entrefaites, le consulat d'Alep étant venu à vaquer (1652), Picquet y fut nommé : il s'embarqua à Marseille au mois de septembre de cette année et atteignit Alep au mois de décembre suivant. Il se mit d'abord au courant des affaires du consulat, suppléant à son défaut d'expérience par un travail assidu et par des conférences avec les principaux négociants français établis à Alep. Ceux-ci, tourmentés par les avanies et les vexations du pacha, eurent recours au consul, qui fit des représentations énergiques à ce gouverneur et obtint une satisfaction complète. 
La révolte du pacha contre la Porte, en 1654, fournit encore à Picquet l'occasion de se distinguer. La sagesse constante de sa conduite et sa noble fermeté imposèrent tellement à ce gouverneur que, loin de le tourmenter, il voulut lui donner une marque éclatante de sa confiance en l'établissant juge de tous les différends qui s'élèveraient entre les chrétiens en l'absence du cadi, nommé récemment par la Porte et qu'il n'avait pas voulu reconnaître. L'impartialité que Picquet montra dans l'exercice de cette fonction temporaire et délicate lui gagna tous les suffrages.
Lorsque le lieutenant de la Porte eut vaincu et remplacé le pacha rebelle, Picquet profita de son ascendant pour protéger le commerce des Français et celui des Hollandais, qui l'avaient aussi nommé leur consul.
Il aida André Akhijan à devenir le premier évêque syrien catholique d'Alep, consacré sous le nom d'André, par le patriarche maronite, Jean Bawab, le 29 juin 1656.
Fatigué de cette vie tumultueuse, il abandonna ses fonctions à François Baron en 1660.

### Carrière ecclésiastique

#### En Europe
Pendant neuf années de séjour, Picquet s'était concilié l'estime et l'affection des habitants d'Alep par sa piété modeste, sa fermeté et son désintéressement. Les services qu'il rendait tous les jours aux missionnaires et aux chrétiens latins et les conversions auxquelles il coopéra lui avaient attiré la bienveillance de la cour de Rome : aussi, lorsqu'à son retour en Europe il passa dans la capitale du monde chrétien (1662), fut-il accueilli avec la plus grande distinction par le pape et par les membres du collège de la Propagande. 
Arrivé en France, Picquet entra dans un séminaire, reçut les ordres sacrés et fut pourvu du prieuré de Grimaud, en Provence. 
Peu de temps après (décembre 1663), le pape le nomma protonotaire apostolique. Il prolongea son séjour dans sa patrie jusqu'au mois de septembre 1679. Ayant appris que plusieurs auteurs français s'occupaient d'un ouvrage sur la perpétuité de la foi de l'Église catholique touchant l'Eucharistie, Picquet réfuta d'abord, en rapportant ce dont il avait été lui-même témoin, les assertions du ministre protestant Jean Claude, qui prétendait que l'Église d'Orient ne croyait pas à la présence réelle. Il écrivit ensuite à ses correspondants dans la province d'Alep, se procura les attestations d'un grand nombre de patriarches et prélats orientaux et les remit au docteur Arnauld, qui les a insérées dans le cinquième livre de son ouvrage.

#### En Orient
Au mois de décembre 1674, la congrégation de la Propagande proposa Picquet pour aller remplir en Orient les fonctions de vicaire apostolique de Babylone, en l'absence de Mgr Duchemin, évêque in partibus de cette ville, retenu en France par ses infirmités. Picquet, quoique prêtre depuis dix ans, n'accepta que sur l'ordre formel de la congrégation et sur les instances du nonce de Sa Sainteté à Paris. 
Le 31 juillet 1675, il fut nommé évêque in-partibus de Césaropolis (de), en Macédoine. Après avoir été sacré en cette qualité le 27 septembre par le cardinal Grimaldi, archevêque d'Aix-en-Provence, et avoir reçu un nouveau bref qui le nommait vicaire apostolique de l'archevêché de Naxivan, en Arménie, Picquet abandonna son bien à sa famille, résigna les bénéfices qu'il possédait en France et s'embarqua pour Alep avec le chevalier d'Arvieux, nouveau consul de France, et avec les prêtres qu'il avait recrutés pour l'aider dans ses pieux desseins : il y arriva le 19 novembre.
En 1680, les religieux dominicains, qui, depuis quatre siècles, avaient formé une petite nation de catholiques dans la haute Arménie, province dépendante du royaume de Perse, lui firent part de leur triste situation et des avanies continuelles qu'ils éprouvaient de la part des gouverneurs. Ils l'assurèrent en même temps que l'un des moyens les plus efficaces pour relever et étendre la religion catholique dans le pays serait qu'il pût aller en Perse comme ambassadeur extraordinaire du roi de France. Picquet, sans autre motif que celui de coopérer à la propagation de la foi, écrivit en ce sens à sa cour et au pape. Bien qu'ils fussent favorable à cette idée, elle ne fut cependant mise à exécution qu'après une négociation qui se prolongea pendant deux ans. Picquet s'appliqua en attendant à ranimer la foi des catholiques d'Àlep et à convertir les hérétiques. Il réussit souvent dans ces deux objets par sa douceur, sa patience et l'onction de ses exhortations. 
Au mois de mai 1681, il apprit que les cours de France et de Rome avaient adopté son projet d'ambassade et il partit pour se rendre en Arménie. Diarbekr, en Mésopotamie, se trouvant sur sa route, il s'y arrêta quelque temps pour céder aux instances du patriarche des nestoriens, qu'il avait eu précédemment le rare bonheur de ramener à la foi catholique. Ayant pris un prêtre syrien pour interprète, l'évêque de Césaropole partit le 7 juin de Diarbekr et se rendit par Erzeroum à Erivan. Après avoir eu plusieurs conférences avec le patriarche arménien de Tauris, il fut traité magnifiquement par le khan d'Erivan, qui connaissait le caractère dont Picquet était revêtu, quoique celui-ci n'eût point encore voulu le déployer. 
Arrivé à Naxivan le 6 août, l'évêque de Césarople, conformément au bref qu'Innocent XI lui avait donné, fit procéder, suivant les formes canoniques, à l'élection de l'archevêque de cette ville, dont le siège était vacant. Les prêtres et le peuple l'élurent lui-même à l'unanimité mais il s'en défendit vivement et, étant parvenu avec beaucoup de peine à obtenir une nouvelle assemblée, il fit porter leur choix sur un dominicain allemand, le P. Sébastien Kenap ou Knap, que le pape lui avait recommandé. Avant l'arrivée de ce prélat qui se trouvait encore à Livourne, l'évêque de Césaropolis (de) entreprit la visite du diocèse, aidant tous les chrétiens, sans distinction, de sa protection auprès des autorités locales. 
Son titre d'ambassadeur, extrêmement respecté en Perse, donnait du poids à toutes ses réclamations. Il passa l'hiver au bourg d'Albaranar ou Abaraner et y reçut, le 29 mars 1682, les lettres du roi de France qui l'accréditaient auprès du shah de Perse. Il avait pris, dans les derniers mois de 1681, la qualité d'ambassadeur. Il s'achemina de suite vers Ispahan, en passant par Agulis, Tuscit, Vanand et Tauris, où il arriva le 28 avril 1682, et atteignit Ispahan le 12 juillet. 
En attendant qu'il pût être admis à l'audience, Picquet s'empressa de conférer avec les missionnaires établis dans le pays. Il apprit d'eux que les églises catholiques et la maison de l'évêque de Babylone avaient été vendues à des Turcs, ainsi que l'argenterie et qu'il ne restait plus que quelques ornements en fort mauvais état. Il rendit compte de cette triste situation au collège de la Propagande, dont il obtint des secours. 

À cette époque, le khan des Tartares ouzbeks, après avoir renoncé à sa couronne en faveur de son frère, traversait la Perse pour se rendre à la Mecque. Picquet décrit les fêtes qui eurent lieu à cette occasion à Ispahan et les riches présents que les deux princes se firent réciproquement, dans une lettre qu'il écrivit le 15 juillet 1682 au chevalier d'Arvieux. Il parle dans cette même lettre des préparatifs qu'il fit pour paraître convenablement devant le shah. Le brillant et singulier équipage qu'il se crut obligé d'adopter, d'après les conseils des missionnaires, formait un contraste tellement frappant avec l'humilité habituelle de ce respectable prélat qu'il s'exprime ainsi, dans la lettre que nous avons déjà citée : 

« Que direz- vous, monsieur, et que pourra-t-on dire de moi dans les séminaires de France, si ce n'est que la Perse, ayant gâté autrefois les mœurs et la conduite d'Alexandre et des siens, vient en-core de corrompre aujourd'hui celles d'un pauvre évêque missionnaire, qui, suivant les traces des apôtres et des disciples de Jésus-Christ, devrait aller pieds nus, couvert de haillons et de poussière, etc. »

 Admis devant le shah, l'évêque de Césarople lui adressa en italien une harangue que son interprète traduisit en turc. Ce souverain le questionna sur son voyage, sur l'état de l'Europe et de la France, sur la personne et les actions de Louis XIV, et promit de faire tout ce qu'on lui demandait en faveur des catholiques qui se trouvaient dans ses États. Les présents du roi de France n'étant point encore arrivés, Picquet fut obligé de prolonger son séjour à Ispahan ; et les ministres persans, après lui avoir fourni pendant deux mois de quoi soutenir sa qualité, ayant enfin suspendu tout payement, il se vit dans un véritable dénuement. 
Ce ne fut que vers la fin de 1683 qu'il reçut enfin les présents du roi, il les transmit aussitôt au shah, qui avait témoigné une vive impatience de les voir, et il fit parvenir à Louis XIV la réponse et les présents de ce souverain. Cette même année, l'évêque de Babylone étant mort, Picquet fut pourvu de ce siège. Il se proposait d'aller visiter son diocèse, mais considérant la froideur qui existait alors entre la Perse et la Turquie et l'irritation qu'avait produite contre les Francs la défaite des Turcs devant Vienne, il retarda son voyage. Le séjour qu'il continua de faire en Perse ne fut pas perdu pour le bien de la religion. Il s'occupait à faire de fréquentes missions et malgré les obstacles qu'il éprouva de la part de l'évêque des Arméniens, il parvint à ramener plusieurs schismatiques dans le sein de l'Église. Il eut plusieurs grâces à demander au shah ; et elles lui furent toutes accordées. 
Ayant enfin rempli l'objet principal de sa mission, il prit son audience de congé et pour se rapprocher du moins de son nouveau diocèse, en attendant que les circonstances lui permissent, d'y entrer, il se rendit à Hamadan, ville de Perse à mi-chemin de Bagdad, (mai 1684). Mais malgré la salubrité de l'air de ce canton, sa santé, toujours languissante depuis son arrivée en Orient, ne put s'y rétablir. Comme il sentait sa fin approcher, il écrivit à la congrégation de la Propagande pour demander un coadjuteur. Le 9 septembre 1684, il fit son testament et après avoir langui pendant quelques mois, il expira le 26 août 1685. Tous les catholiques et même les schismatiques d'Hamadan assistèrent à ses funérailles. Son corps, par une faveur spéciale, fut enterré dans l'église des Arméniens.